# شهرستان لگنگتسا
شهرستان لگنگتسا (به لهستانی: Powiat Legnica) یک شهرستان در لهستان است که در استان سیلزی سفلی واقع شده‌است. شهرستان لگنگتسا ۷۴۴٫۶ کیلومتر مربع مساحت و ۵۲٬۹۹۵ نفر جمعیت دارد.